# Marcus Nispel
Marcus Nispel (* 26. Mai 1963 in Frankfurt am Main) ist ein deutscher Regisseur.

## Leben
Marcus Nispel besuchte die Leibniz-Schule in Frankfurt-Höchst. Nach seiner Tätigkeit in der Werbebranche als Art Director für Young & Rubicam in Frankfurt kam er 1984 durch ein Fulbright-Stipendium in die USA. Er gab sein Regiedebüt 1989 mit Musikvideos für C+C Music Factory und gründete in New York City das Produktionsunternehmen Portfolio Artists Network. Als Musikvideoregisseur arbeitete er mit Künstlern wie George Michael, Cher, Janet Jackson, Puff Daddy, Faith No More, Simply Red, No Doubt, Nina Hagen und Mylène Farmer zusammen. Er produzierte außerdem zahlreiche Werbespots.
Für seine Musikvideos wurde er zwölfmal bei den MTV Video Music Awards nominiert und gewann viermal, unter anderem 1993 für George Michaels Killer/Papa was a Rolling Stone.
Als Regisseur ist Nispel vor allem durch das Remake des Films Blutgericht in Texas unter dem Namen Michael Bay’s Texas Chainsaw Massacre bekannt geworden.
Nach dem Texas Chainsaw Massacre und Pathfinder – Fährte des Kriegers war sein nächstes Werk 2009 ein Remake von Freitag der 13.
Seit 2010 arbeitete Nispel an einer Neuverfilmung des Barbarenfilms Conan der Barbar mit Jason Momoa in der Rolle der Titelfigur. Der Film lief am 8. September 2011 in den deutschen Kinos an.
Am 13. Januar 2012 gab Relativity Media bekannt, dass Nispel Regisseur Matt Pizzolo für die Comicverfilmung Hack/Slash ersetzt.

## Filmografie (Auswahl)

### Kinofilme
- 2003: Michael Bay’s Texas Chainsaw Massacre (The Texas Chainsaw Massacre)
- 2007: Pathfinder – Fährte des Kriegers (Pathfinder)
- 2009: Freitag der 13. (Friday the 13th)
- 2011: Conan (Conan the Barbarian)
- 2015: ExitUs – Play it Backwards (Exeter)

### Fernsehfilme
- 2004: Frankenstein – Auf der Jagd nach seinem Schöpfer (Frankenstein)

### Musikvideos
- 1989: Ashford & Simpson – I’ll Be There for You
- 1990: Al B. Sure! – Had Enuf
- 1990: Curtis Mayfield feat. Ice-T – Superfly 1990
- 1990: Olé Olé – Love Crusaders
- 1990: Olé Olé – How Can I Believe You
- 1991: Inner City – Till We Meet Again
- 1991: Aretha Franklin – Everyday People
- 1991: C+C Music Factory – Gonna Make You Sweat (Everybody Dance Now)
- 1991: C+C Music Factory – Things That Make You Go Hmmm...
- 1991: C+C Music Factory – Here We Go (Let’s Rock & Roll)
- 1991: ABC – Say It
- 1991: Sheila E. – Droppin’ Like Flies
- 1991: Divinyls – Love School
- 1991: Color Me Badd – Thinkin’ Back
- 1991: Inner City – Till We Meet Again
- 1991: Joe Jackson – Obvious Song
- 1991: Lisa Lisa and Cult Jam – Let the Beat Hit ’Em
- 1991: LL Cool J – 6 Minutes of Pleasure
- 1991: Mantronix – Don’t Go Messin’ with My Heart
- 1991: Nia Peeples – Street of Dreams
- 1992: Mariah Carey – Make It Happen
- 1992: Faith No More – A Small Victory
- 1992: Dina Carroll – So Close
- 1992: The B-52’s – Good Stuff
- 1992: Clivillés & Cole – Pride (In the Name of Love)
- 1992: Clivillés & Cole – A Deeper Love
- 1992: Lisa Stansfield – Someday (I’m Coming Back)
- 1992: Martha Wash – Give It to You
- 1993: Trey Lorenz – Photograph of Mary
- 1993: En Vogue – Give It Up, Turn It Loose
- 1993: Orchestral Manoeuvres in the Dark – Stand Above Me
- 1993: George Michael – Killer / Papa Was a Rollin’ Stone (Live)
- 1993: Étienne Daho – Mon manège à moi
- 1993: Dina Carroll – Don’t Be a Stranger
- 1993: Terence Trent D’Arby – Let Her Down Easy
- 1993: Tony Bennett – Steppin’ Out with My Baby
- 1993: Eternal – Stay
- 1993: Hi-Five – Unconditional Love
- 1993: Lisa Stansfield – So Natural
- 1993: Gipsy Kings – Escucha Me
- 1993: Right Said Fred – Bumped
- 1993: Natalie Cole – Take a Look
- 1993: Pauline Henry – Feel Like Makin’ Love
- 1993: Hi-Five – Never Should’ve Let You Go
- 1993: Shai – Yours
- 1993: Go West – Tracks of My Tears
- 1994: Billy Joel – Lullabye (Goodnight, My Angel)
- 1994: All-4-One – I Swear
- 1994: All-4-One – A Better Man
- 1994: Crystal Waters – 100% Pure Love
- 1994: Fu-Schnickens – Breakdown
- 1994: Gloria Estefan – Turn the Beat Around
- 1994: Amy Grant & Vince Gill – House of Love (black and white version)
- 1994: Jade – Every Day of the Week
- 1994: Tevin Campbell – I’m Ready
- 1994: Tevin Campbell – Always in My Heart
- 1994: Tevin Campbell – Can We Talk
- 1994: D:Ream – U R the Best Thing (version 3)
- 1994: Wet Wet Wet – Love Is All Around
- 1994: Crystal Waters – Ghetto Day
- 1995: Jimmy Somerville – Heartbeat
- 1995: Bette Midler – To Deserve You
- 1995: Wet Wet Wet – Julia Says
- 1995: Diana King – Shy Guy (black and white version)
- 1995: Crystal Waters – Relax
- 1995: Jam & Spoon feat. Plavka – Angel (Ladadi O-Heyo)
- 1995: Jon Secada & Shanice – If I Never Knew You
- 1995: Jodeci – Get on Up
- 1995: All-4-One – I Can Love You Like That
- 1995: Janet Jackson – Runaway
- 1995: Cher – Walking in Memphis
- 1995: Mylène Farmer – XXL
- 1995: Mylène Farmer – L’Instant X
- 1995: Elton John – Believe
- 1996: No Doubt – Spiderwebs
- 1996: Gloria Estefan – Reach
- 1996: Cher – One by One
- 1996: Scorpions – You and I
- 1996: Fugees – Ready or Not
- 1996: Lil’ Kim feat. Puff Daddy – No Time
- 1996: Mylène Farmer – Comme j’ai mal
- 1996: Luis Miguel – Dame
- 1996: Herbert Grönemeyer – Bochum (Live)
- 1996: All-4-One – These Arms
- 1997: Spice Girls – Spice Up Your Life
- 1997: Bush – Greedy Fly
- 1997: M People – Just For You
- 1997: The Pretenders – Goodbye
- 1998: Elton John – Recover Your Soul
- 1998: Puff Daddy & The Family feat. The Notorious B.I.G. and Busta Rhymes – Victory
- 1998: Sunz of Man feat. Ol’ Dirty Bastard and Earth, Wind and Fire – Shining Star
- 1998: Simply Red – Say You Love Me
- 1998: Bryan Adams feat. Melanie C – When You’re Gone
- 1999: Terror Squad – Whatcha Gon’ Do
- 1999: Mylène Farmer – Souviens-toi du jour
- 1999: Bryan Adams – Cloud #9
- 1999: Nobody’s Angel – If You Wanna Dance
- 1999: Paradise Lost – So Much is Lost
- 1999: Cher – Dov’è l’amore
- 1999: Bryan Adams – Inside Out
- 2000: The Mighty Mighty Bosstones – So Sad to Say
- 2000: Ronan Keating – Life Is a Rollercoaster
- 2001: The Charlatans – Love Is the Key
- 2006: Kyosuke Himuro – Sweet Revolution